# The M+M’s Tour
The M+M’s Tour — шестой концертный тур американской певицы Бритни Спирс, состоящий из шести коротких шоу в клубах США.

## Предыстория и разработка
"Она хочет, чтобы люди забыли о том, что она известна бритьём головы и поступлением в реабилитационную клинику. Она известна благодаря «...Baby One More Time», благодаря тому, что она танцовщица, сексуальная и профессиональная артистка. Для неё это был просто способ снять напряжение."
Концерты состоялись на фоне событий, происходящих в жизни Спирс последние несколько лет, которые сделали её «кормом» для таблоидов. Они включают в себя двухдневный брак, бурный двухлетний брак и развод с Кевином Федерлайном, от которого у Спирс двое детей, бритьё головы, реабилитационная клиника, злоупотребление психоактивными веществами и различные стычки с папарацци.
В интервью с People в феврале 2006 года, Спирс объяснила, что она очень хочет возобновить свою карьеру, заявив: «Это может показаться странным, но я скучаю по турне. Я скучаю по дороге, по путешествию в различных местах и провождению времени с танцорами. Это ощущение на сцене, зная, что это твоё всё — я люблю это. Мне был нужен перерыв. Я должна была быть снова „голодной“.»

## Описание концерта
Концерт начинается с появления Спирс на сцене в сопровождении четырёх белокурых танцовщиц и исполнения короткой версии «…Baby One More Time». На певице одет украшенный серебряным бисером бюстгалтер, плиссированная белая юбка и белые ботинки. Спирс носила каштановый парик, чтобы покрыть побритую два месяца назад голову, и привела себя в хорошую физическую форму. Затем она исполняет укороченную версию песни «I'm a Slave 4 U». Хотя во время исполнения этой композиции Спирс использует оригинальную хореографию, также в ней присутствуют элементы стиля танцев Pussycat Dolls. После, танцоры оставляют Спирс одну на сцене и она поёт на стуле песню «Breathe on Me». Через некоторое время танцовщицы вновь возвращаются, взяв мужчину из зала, и Спирс танцует для него приватный танец. На половине приватного танца певица исчезает для смены костюма, а танцовщицы продолжают выступление. Затем Спирс снова появляется на сцене в ярко-розовом бюстгалтере, белой шубе и джинсовой юбке и исполняет «Do Somethin'». Шоу завершается выступлением с песней «Toxic», во время которого Спирс и танцовщицы используют сочетание танцев Спирс и Шакиры. В самом конце выступления, Спирс благодарит зрителей и представляет своих танцоров; это единственные слова, которые она произносит во время шоу. Продолжительность всего выступления около 12-16 минут.

## Сет-лист
1. «…Baby One More Time»
2. «I'm a Slave 4 U»
3. «Breathe on Me»
4. «Do Somethin'»
5. «Toxic»

## Даты концертов
| Дата        | Город        | Страна | Место             | Посещаемость         | Кассовые сборы |
| ----------- | ------------ | ------ | ----------------- | -------------------- | -------------- |
| 1 мая 2007  | Сан-Диего    | США    | House of Blues    | 900 / 900            | $36,896        |
| 8 мая 2007  | Анахайм      | США    | House of Blues    | 1,100 / 1,100        | $38,500        |
| 3 мая 2007  | Лос-Анджелес | США    | House of Blues    | 1,050 / 1,050        | $36,750        |
| 6 мая 2007  | Лас-Вегас    | США    | House of Blues    | 1,743 / 1,800        | $104,580       |
| 19 мая 2007 | Орландо      | США    | House of Blues    | 2,100 / 2,100        | $73,500        |
| 20 мая 2007 | Майами       | США    | Mansion Nightclub | н/д                  | н/д            |
| Всего       | Всего        | Всего  | Всего             | 6,893 / 6,950 (99 %) | $290,226       |